# Aleksandr Mokin
Aleksandr Mokin (Shymkent, 19 de junio de 1981) es un futbolista kazajo que juega de portero en el F. C. Kaisar de la Liga Premier de Kazajistán. Es internacional con la selección de fútbol de Kazajistán.

## Selección nacional
Mokin jugó su primer partido internacional con la selección de fútbol de Kazajistán en 2005, yendo convocado habitualmente hasta 2014.

## Clubes
| Club                     | País       | Año       |
| ------------------------ | ---------- | --------- |
| F. C. Ordabasy           | Kazajistán | 1999-2001 |
| F. C. Astana-1964        | Kazajistán | 2002-2008 |
| F. C. Okzhetpes (cedido) | Kazajistán | 2004      |
| F. C. Ordabasy (cedido)  | Kazajistán | 2007      |
| F. C. Alma-Ata (cedido)  | Kazajistán | 2008      |
| F. C. Ordabasy           | Kazajistán | 2009-2010 |
| F. C. Shakhter Karagandy | Kazajistán | 2011-2015 |
| F. C. Astana             | Kazajistán | 2015-2019 |
| F. C. Irtysh Pavlodar    | Kazajistán | 2019      |
| F. C. Astana             | Kazajistán | 2019      |
| F. C. Tobol Kostanai     | Kazajistán | 2020-2023 |
| F. C. Caspiy             | Kazajistán | 2024      |
| F. C. Kaisar             | Kazajistán | 2025-     |

## Palmarés

### Títulos nacionales
| Título                     | Club                     | País       | Año  |
| -------------------------- | ------------------------ | ---------- | ---- |
| Copa de Kazajistán         | F. C. Astana-1964        | Kazajistán | 2002 |
| Copa de Kazajistán         | F. C. Astana-1964        | Kazajistán | 2005 |
| Liga Premier de Kazajistán | F. C. Astana-1964        | Kazajistán | 2006 |
| Liga Premier de Kazajistán | F. C. Shakhter Karagandy | Kazajistán | 2011 |
| Liga Premier de Kazajistán | F. C. Shakhter Karagandy | Kazajistán | 2012 |
| Supercopa de Kazajistán    | F. C. Shakhter Karagandy | Kazajistán | 2013 |
| Copa de Kazajistán         | F. C. Shakhter Karagandy | Kazajistán | 2013 |
| Liga Premier de Kazajistán | F. C. Astana             | Kazajistán | 2016 |
| Copa de Kazajistán         | F. C. Astana             | Kazajistán | 2016 |
| Liga Premier de Kazajistán | F. C. Astana             | Kazajistán | 2017 |
| Supercopa de Kazajistán    | F. C. Astana             | Kazajistán | 2018 |
| Liga Premier de Kazajistán | F. C. Astana             | Kazajistán | 2018 |
| Supercopa de Kazajistán    | F. C. Astana             | Kazajistán | 2019 |
| Liga Premier de Kazajistán | F. C. Astana             | Kazajistán | 2019 |
| Supercopa de Kazajistán    | F. C. Tobol Kostanai     | Kazajistán | 2021 |
| Liga Premier de Kazajistán | F. C. Tobol Kostanai     | Kazajistán | 2021 |
| Supercopa de Kazajistán    | F. C. Tobol Kostanai     | Kazajistán | 2022 |